# Enopió
Enopió (grec antic Οἰνοπίων, El bevedor de vi; llatí Oenopion) fou segons la mitologia grega un rei de Quios, fill de Dionís i d'Ariadna (o d'Ariadna i de Teseu). Era rei de l'illa de Quios, on havia introduït l'ús del vi negre. Hi va arribar procedent de Naxos, o de Lemnos, o bé de Creta.
Es casà amb la nimfa Hèlice i tingué nombrosos fills i una filla, Mèrope, que Orió va demanar-li en matrimoni quan va fer cap a Quios per caçar unes feres. Enopió, que no volia donar-li la filla, va embriagar Orió i el deixà cec mentre dormia.